# Josephskapelle (Düsseldorf)

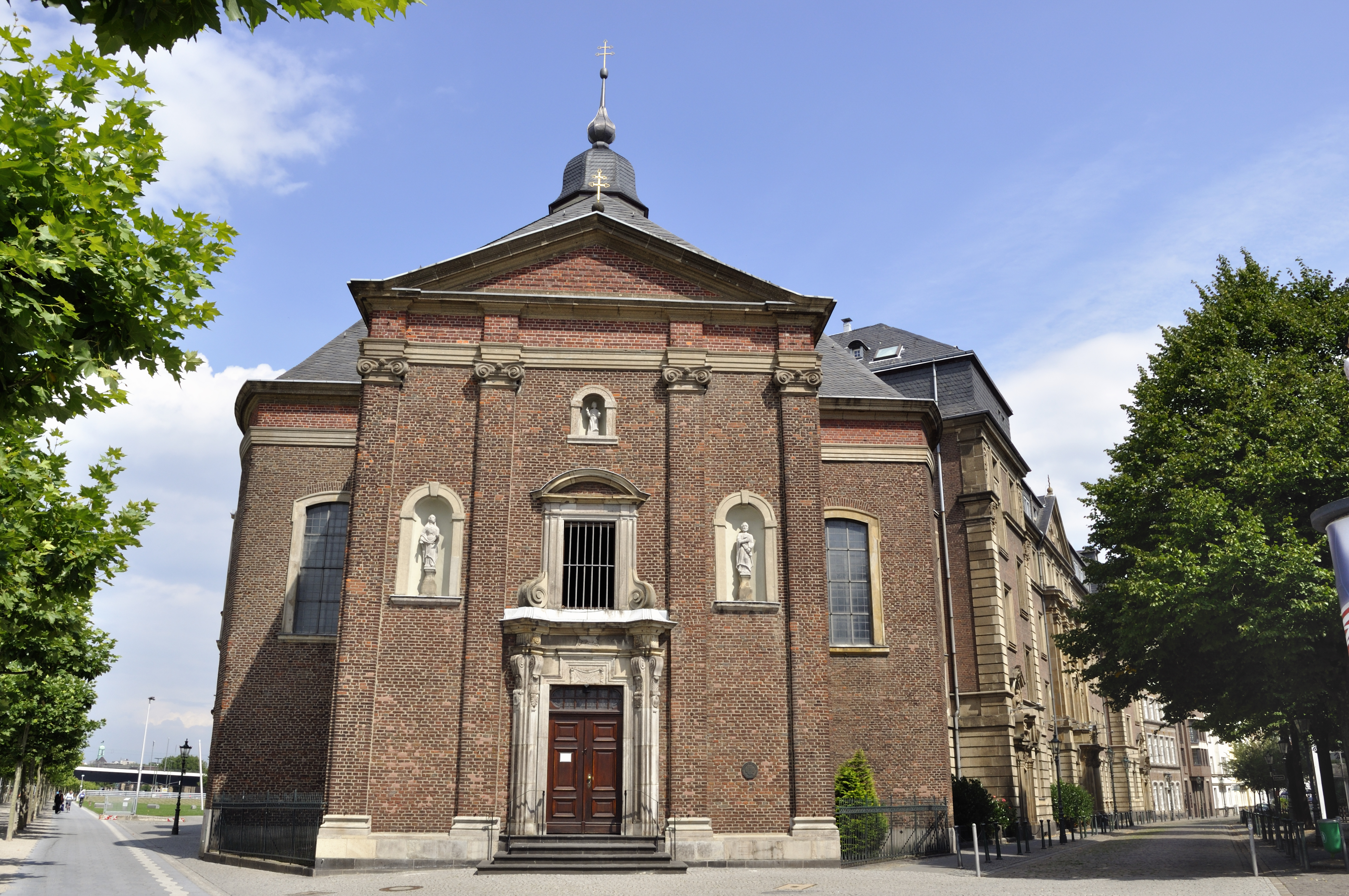
Josephskapelle

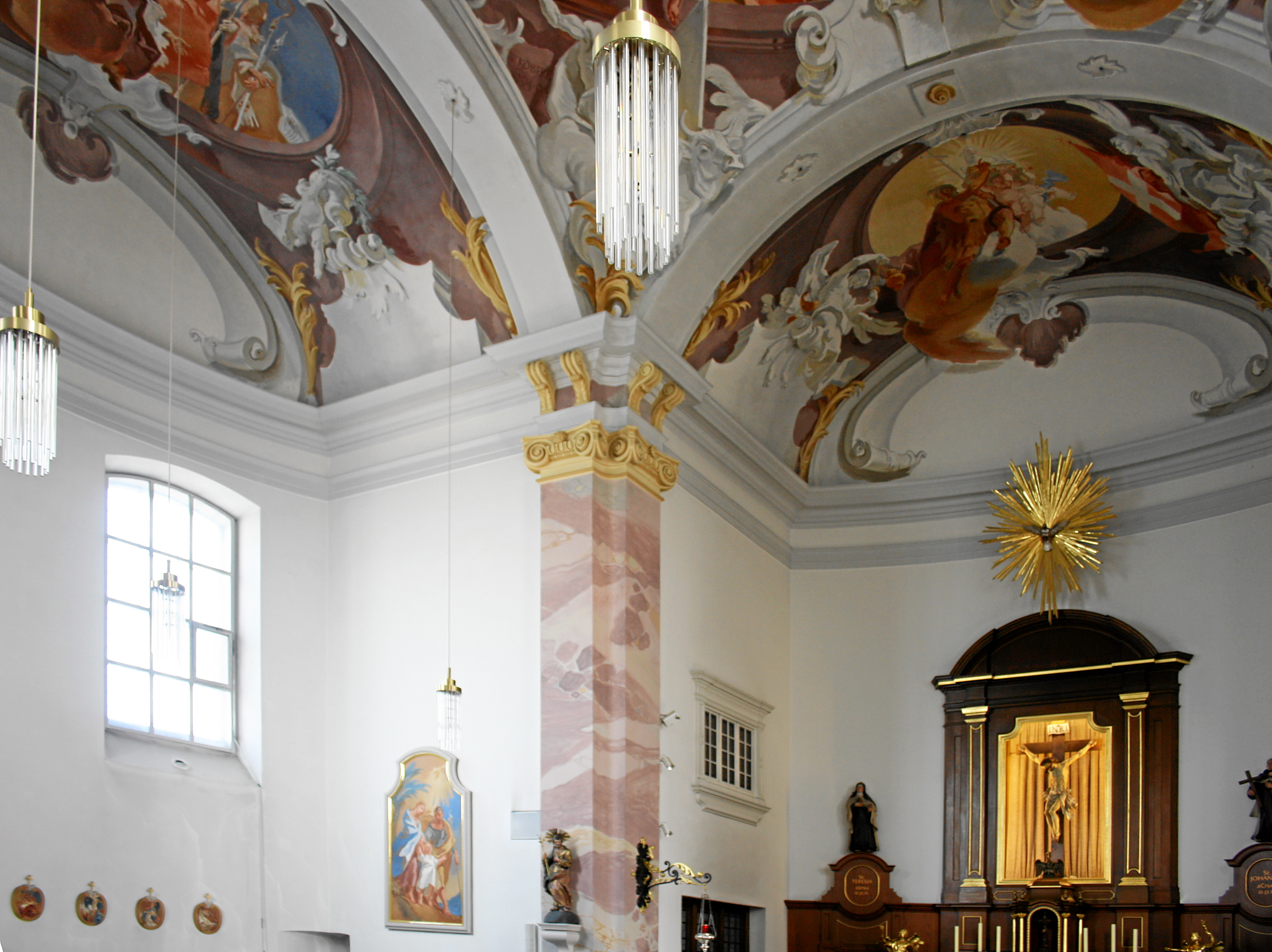
Altar und nördlicher Flügel

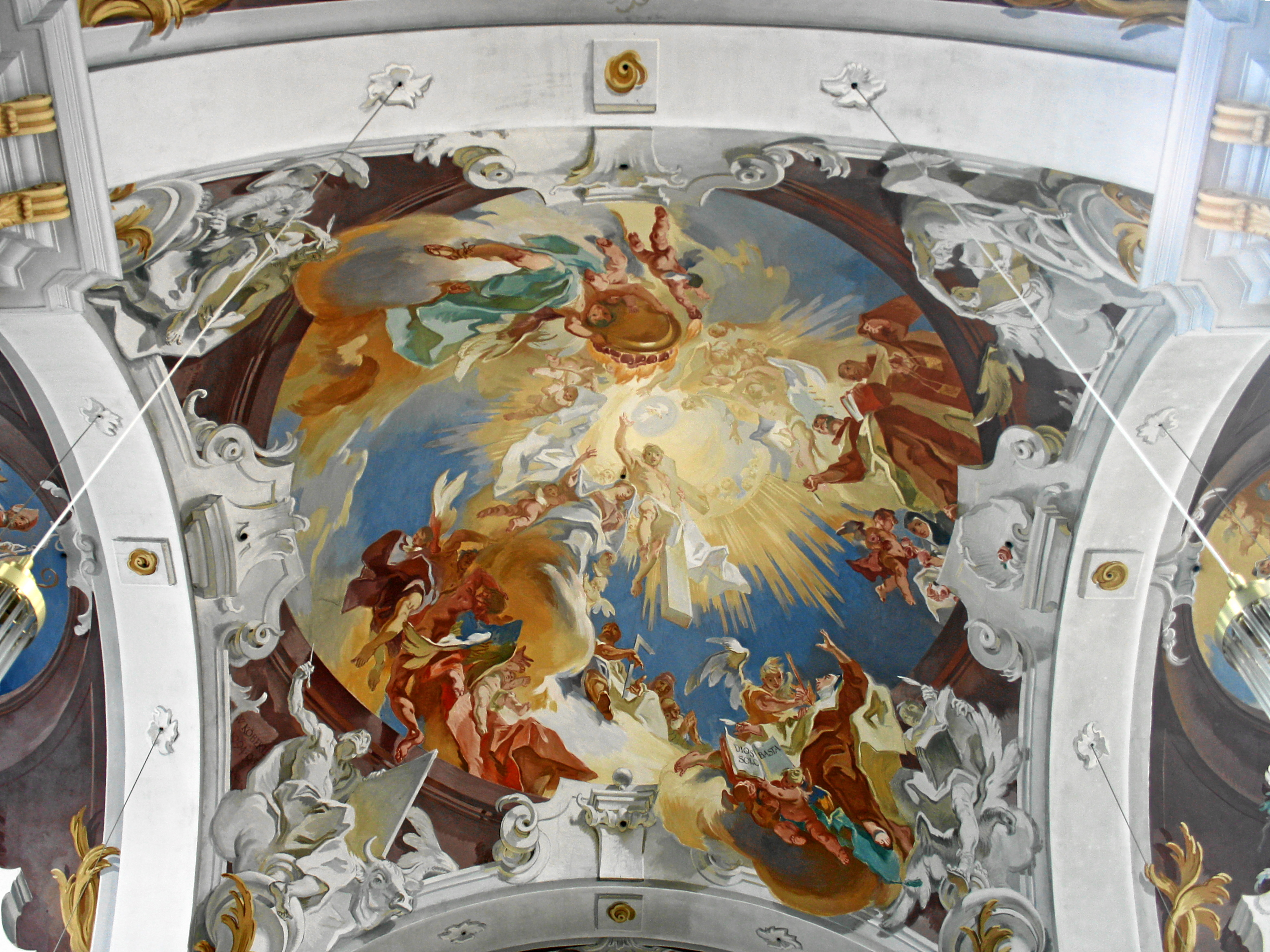
Deckenfresko

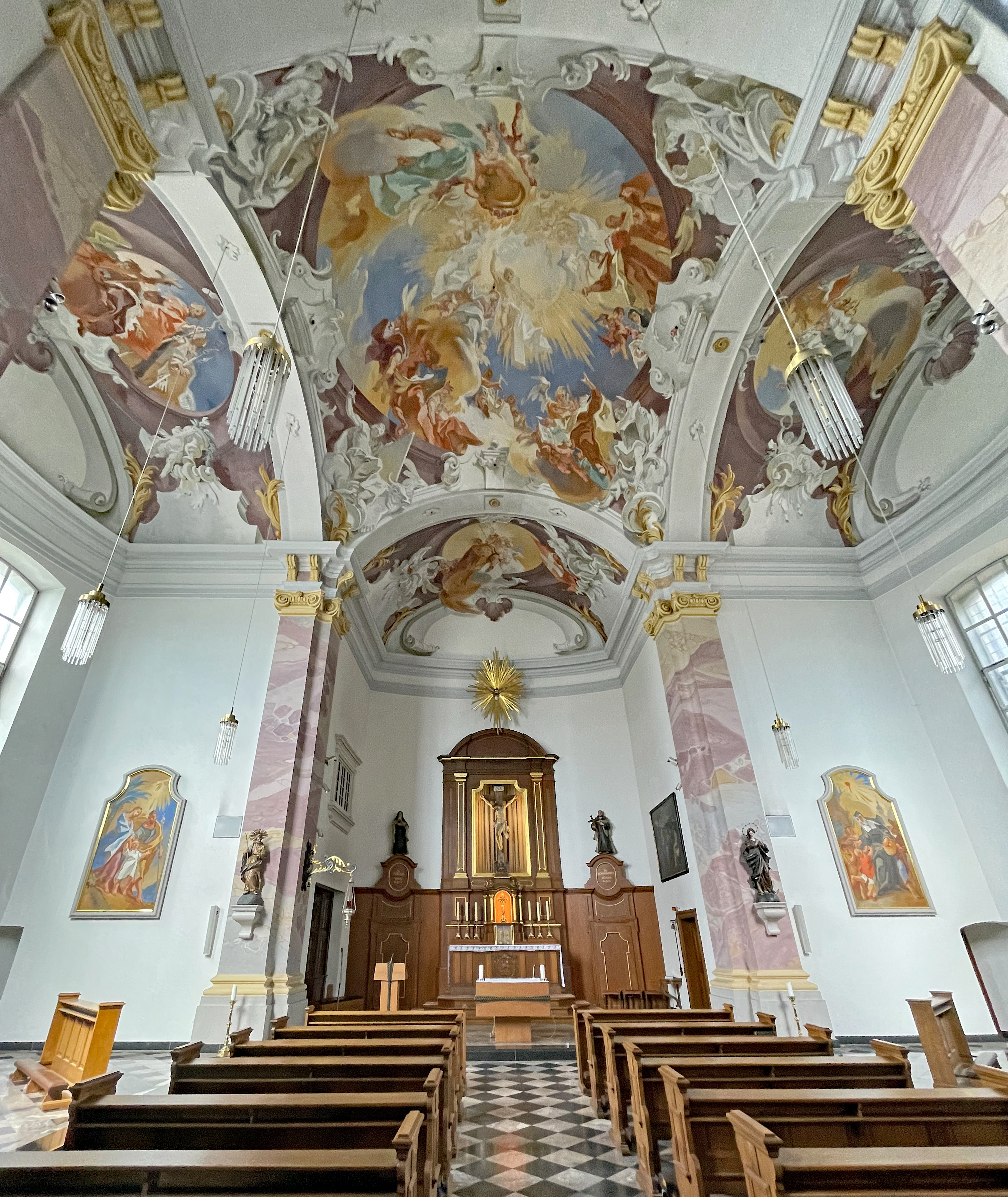

Die barocke Josephskapelle in der Düsseldorfer Altstadt am heutigen Emilie-Schneider-Platz wurde als Klosterkapelle der Düsseldorfer Karmelitinnen entworfen und hat den Grundriss eines Griechischen Kreuzes.

## Bauwerk
Die Kapelle wurde vom kurfürstlichen Baudirektor Matteo Alberti entworfen. Im Jahr 1712 war Grundsteinlegung, Fertigstellung 1716.
Die Decken wurden von Tiepoloschülern bemalt. Maria Anna Amalia Auguste von Pfalz-Sulzbach (1693–1762), eine Wittelsbacher Prinzessin aus dem Familienzweig Pfalz-Sulzbach amtierte hier ab 1726 bis Ende der 1730er Jahre als Priorin eines Konvents von Karmelitinnen.
1943 wurde die Kapelle infolge des Zweiten Weltkrieges zerstört und stürzte ein. Das Gebäude wurde in den 1950er-Jahren wiederaufgebaut und in den 1970er Jahren weitgehend in den ursprünglichen Zustand versetzt. Von 1989 bis 1996 wurde das Kapelleninnere restauriert. In den Jahren 1994 und 1995 schuf der Innsbrucker Maler Wolfram Köberl die Fresken nach eigenen Entwürfen im Neorokoko-Stil.

## Ausstattung
Die Kapelle dient als Grabstätte der katholischen Ordensfrau und Mystikerin Émilie Schneider.
Seit 2013 befindet sich in der Kapelle eine Orgel des Orgelbauers Samuel Green. Das spätbarocke Instrument war 1795 für die St. Mary’s Church (Chatham, GB) erbaut worden, die 1974 profaniert wurde. Seitdem war die Orgel abgebaut und eingelagert und wurde nun in Düsseldorf wieder in Gebrauch genommen. Bemerkenswert ist zum einen, dass das Gehäuse aus Mahagoni gefertigt ist, und zum anderen der Tonumfang eines der beiden Manualwerke (GG, AA - e3). Das Instrument hat 14 Register auf zwei Manualen und kein Pedalwerk.

## Lage
Die Josephskapelle steht auf der Ecke Schlossufer und Altestadt mit Blick auf den Rhein, vor ihr der Emilie-Schneider-Platz, welcher nach Émilie Schneider benannt ist.